# ملونه
ملونه  (بالفارسية: ملونه) هي قرية في منطقة برادوست الريفية، مقاطعة أرومية، أذربيجان الغربية، إيران، بلغ عدد سكانها في تعداد عام 2006 م 574 نسمة يتألفون من 80 عائلة.